# Trimma grammistes
Trimma grammistes är en fiskart som först beskrevs av Tomiyama, 1936.  Trimma grammistes ingår i släktet Trimma och familjen smörbultsfiskar. Inga underarter finns listade i Catalogue of Life.